# Тунгужуль
Тунгужуль (хак. Тӱлгӱ чул) — река в России, течёт по территории Ширинского района Республики Хакасия. Устье реки находится в 154 км по правому берегу Белого Июса. Длина реки составляет 23 км.
Впадает в Белый Июс ниже нежилой деревни Усть-Тунгучул.
Основные притоки: Харатеге (Карадыге; левый), Айдарак (левый) и Арлыкбас (правый).

## Данные водного реестра
По данным государственного водного реестра России относится к Верхнеобскому бассейновому округу, водохозяйственный участок реки — Чулым от г. Ачинск до водомерного поста села Зырянское, речной подбассейн реки — Чулым. Речной бассейн реки — (Верхняя) Обь до впадения Иртыша.
Код объекта в государственном водном реестре — 13010400112115200014036.